# Kamienka (okres Stará Ľubovňa)
Kamienka (rusínsky Камюнка / Kamjunka, maďarsky Kövesfalva, německy Stein) je obec na Slovensku v okrese Stará Ľubovňa. Žije zde přibližně 1 300 obyvatel. První písemná zmínka o obci pochází z roku 1342.
Obec se nachází 9 km od města Stará Ľubovňa. Většina obyvatel se hlásí k rusínské národnosti. V obci je řeckokatolický chrám svatých Petra a Pavla a kaple Zesnutí přesvaté Bohorodice.

## Kultura a zajímavosti
V obci působí folklórní skupina Barvinok, pod jejíž hlavičkou se pravidelně uskutečňuje festival folklóru Rusínů Barvínkova Kamienka, který patří k významným festivalům na Slovensku.